# Lantana angustifolia
Lantana angustifolia là một loài thực vật có hoa trong họ Cỏ roi ngựa. Loài này được Mill. mô tả khoa học đầu tiên năm 1768.